# Acide méthylsulfurique
L’acide méthylsulfurique, ou hydrogénosulfate de méthyle, est un composé chimique de formule HSO4CH3. C'est le monoester de méthyle de l'acide sulfurique H2SO4 et un intermédiaire de l'hydrolyse du sulfate de diméthyle (CH3)2SO4 :
(CH3)2SO4 + H2O → CH3OH + HSO4CH3.
L'hydrogénosulfate de méthyle est un acide :
HSO4CH3 + H2O  {\displaystyle \rightleftharpoons }  H3O+ + SO4CH3−.